# Integral de Lebesgue

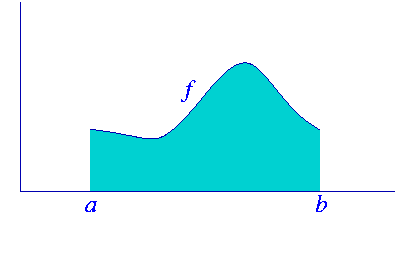
A integral de uma função positiva pode ser interpretada como a área sob a curva de um gráfico.

A integral de Lebesgue é, na matemática, uma generalização da integral de Riemann. Originalmente definida para funções {\displaystyle f:\mathbb {R} ^{n}\to \mathbb {R} }, a integral de Lebesgue apresenta diversas vantagens em relação à integral de Riemann sobretudo em relação a processos de limite. De fato, não existem versões dos teorema da convergência monótona, teorema da convergência dominada e do lema de Fatou usando a integral de Riemann. Além disso, a integral de Lebesgue é uma construção matemática generalizável para funções definidas num espaço de medida assumindo valores reais ou complexos, ou mesmo, em um espaço de Banach geral.

## Construção
Existem diversas possíveis construções para integral de Lebesgue, seguiremos aqui um método baseado na exaustão por funções simples.
Considere, então, {\displaystyle \left(X,{\mathfrak {M}},\mu \right)\,} um espaço de medida.

### Funções simples
Seja {\displaystyle \phi :E\to [-\infty ,+\infty ]\,} uma função simples:
{\displaystyle \phi (x)=\sum _{k=1}^{n}\alpha _{k}\mathrm {X} _{E_{k}}(x)\,}
Diz-se que {\displaystyle \phi (x)\,} é Lebesgue integrável em {\displaystyle E\,} se:
{\displaystyle \sum _{k=1}^{n}|\alpha _{k}|\mu (E_{k})<\infty \,} ficando bem convencionado que {\displaystyle +\infty \cdot 0=-\infty \cdot 0=0\cdot +\infty =0\cdot -\infty =0\,}
neste caso, definimos a integral de Lesbesgue de {\displaystyle \phi (x)\,} como:
{\displaystyle \int _{E}\phi (x)d\mu =\sum _{k=1}^{n}\alpha _{k}\mu (E_{k})\,}

### Funções positivas
Seja {\displaystyle f:E\to [0,+\infty ]\,} uma função mensurável, define-se a integral de Lebesgue de {\displaystyle f(x)\,} em {\displaystyle E\,} como:
{\displaystyle \int _{E}f(x)d\mu =\sup _{\phi (x)\leq f(x)}\int _{E}\phi (x)d\mu \,}, onde {\displaystyle \phi (x)\,} é uma função simples.
A função {\displaystyle f(x)\,} é dita, então, Lebesgue integrável se sua integral  é finita.
Observações:
- Quando {\displaystyle f(x)\,} é uma função simples, esta definição é consistente com a definição anterior.
- A integral de Lebesgue está definida para toda função mensurável não negativa. A integral sendo finita se e somente se a função é Lebesgue integrável.

### Funções reais
Seja {\displaystyle f:E\to [-\infty ,+\infty ]\,} uma função mensurável, definem-se as partes positivas e negativas, respectivamente como:
{\displaystyle f^{+}(x)=\left\{{\begin{array}{ll}f(x),&f(x)\geq 0\\0,&f(x)\leq 0\end{array}}\right.\,}
{\displaystyle f^{-}(x)=\left\{{\begin{array}{ll}0,&f(x)\geq 0\\-f(x),&f(x)\leq 0\end{array}}\right.\,}
É fácil ver que se {\displaystyle f(x)\,} é mensurável, então ambas {\displaystyle f^{+}\,} e {\displaystyle f^{-}\,} são mensuráveis não negativas e que {\displaystyle f(x)=f^{+}(x)-f^{-}(x)\,}.
A função {\displaystyle f(x)\,} é dita Lebesgue integrável em {\displaystyle E\,} se ambas as integrais {\displaystyle \int _{E}f^{+}(x)dx\,} e {\displaystyle \int _{E}f^{-}(x)dx\,} forem finitas e sua integral é definida como:
{\displaystyle \int _{E}f(x)dx=\int _{E}f^{+}(x)dx-\int _{E}f^{-}(x)dx\,}
- Observe que  {\displaystyle f(x)\,} é integrável e mensuravel se e somente se {\displaystyle |f(x)|\,} é integrável.

## Propriedades
Se {\displaystyle f(x)\,} e {\displaystyle g(x)\,} são funções integráveis em um conjunto mensurável {\displaystyle E\,}, então:
- {\displaystyle \int _{E}\left[\alpha f(x)+\beta g(x)\right]d\mu =\alpha \int _{E}f(x)d\mu +\beta \int _{E}g(x)d\mu \,}
- {\displaystyle f(x)\leq g(x)\,} quase sempre, então {\displaystyle \int _{E}f(x)d\mu \leq \int _{E}g(x)d\mu \,}
- {\displaystyle \left|\int _{E}f(x)d\mu \right|\leq \int _{E}|f(x)|d\mu \,}
- {\displaystyle F\subseteq E\,} mensurável, {\displaystyle f(x)\,} é integrável em {\displaystyle F\,} e, ainda:

{\displaystyle \int _{E}f(x)d\mu =\int _{F}f(x)d\mu +\int _{E\backslash F}f(x)d\mu \,}
- Se {\displaystyle \{E_{n}\}_{n=1}^{\infty }\,} são subconjuntos mensuráveis e disjuntos dois a dois  e {\displaystyle \bigcup _{n=1}^{\infty }E_{n}=E\,} então:

{\displaystyle \int _{E}f(x)d\mu =\sum _{n=1}^{\infty }\int _{E_{n}}f(x)d\mu \,}
- {\displaystyle \nu (F):=\int _{F}f(x)d\mu \,} define uma medida {\displaystyle \sigma }aditiva nos subconjuntos mensuráveis de {\displaystyle E\,}.

## Comparação com a integral de Riemann
- A integral de Riemann no sentido próprio só está definida em intervalos finitos ou na união finita destes. Se uma função é integrável a Riemann em um intervalo {\displaystyle [a,b]\,} então a integral de Lebesgue também está definida e possui o mesmo valor.

- Enquanto toda função integrável a Riemann é limitada, existem funções integráveis a Lebesgue que não são limitadas nem mesmo essencialmente limitadas em nenhum aberto do domínio.

- O domínio de integração da integral de Lebesgue pode ser qualquer conjunto mensurável, inclusive não limitado.